# Dunsley
Dunsley – wieś w Anglii, w North Yorkshire. Leży 4,4 km od miasta Whitby, 64,6 km od miasta York i 333,5 km od Londynu. Dunsley jest wspomniana w Domesday Book (1086) jako Dunesla/Dunesle.